# Concours (Auswahlverfahren)
Der Concours (französisch für Zusammentreffen, Wettbewerb, Mitfinanzierung, Wettkampf, Preisausschreiben) ist im Bildungssystem in Frankreich die Aufnahmeprüfung bzw. das Auswahlverfahren für das Studium an einer grande école. Aus dieser Tradition speist sich auch das derzeitige Auswahlverfahren für Mitarbeiter bei Institutionen und Organen der Europäischen Union. Ein ähnliches Verfahren wird auch für die Verbeamtung angewandt.
In der Regel bereiten sich die Bewerber nach dem Baccalauréat in zweijährigen Kursen in classes préparatoires (prépas) auf diese Aufnahmeprüfungen vor, die die Weichen für Karrieren in Industrie, Politik und Wirtschaft stellen. Diese classes préparatoires sind an die Gymnasien angegliedert. Die meisten davon sind öffentlich, manche (wenige) privat.
Der Concours bestehen aus zwei Teilen, einem schriftlichen und einem mündlichen.
In diesen Concours müssen die Bewerber in erster Linie ihre Allgemeinbildung unter Beweis stellen. Hier wird nicht Spezialwissen gefragt, sondern ein breit gefächertes Allgemeinwissen, eine tadellose Ausdrucksfähigkeit (und Orthografie), ein stark ausgeprägtes logisches Denken sowie – beim mündlichen Teil – ein stabiles Nervenkostüm.
Das System der Concours ist denkbar einfach: Die Grandes écoles legen jedes Jahr die Zahl der Studienplätze fest, die sie angesichts der Arbeitsmarktsituation anbieten. Die Bewerber, die die besten Ergebnisse erzielen, werden aufgenommen. Beispiel: Wenn eine Schule 200 Studienplätze ausschreibt, werden von den z. B. 7000 Bewerbern die ersten 200 aufgenommen. Hier geht es also nicht darum, eine Prüfung zu bestehen, sondern darum, besser als die Mitbewerber abzuschneiden.
Dieses System hat Kritiker und Befürworter. Die Ersten bemängeln die Fortsetzung eines Kastensystems, die Anderen begrüßen das demokratische Verfahren. Jugendliche aus dem Bildungsbürgertum sind in den Grandes écoles überrepräsentiert, es gibt aber mehr Absolventen als in den klassischen universitären Studiengängen, die echte Berufsperspektiven haben.
Seit 1990 ist der concours nicht das einzige Verfahren zur Aufnahme in eine grande école. Auch Bewerber mit einem außergewöhnlichen beruflichen Werdegang können aufgenommen werden (validation des acquis professionnels). Selbst die ENA nimmt solche Studenten auf.